# Cynanchica graveolens
Cynanchica graveolens — вид квіткових рослин родини маренових (Rubiaceae).

## Біоморфологічна характеристика
Це багаторічна рослина 10—30 см заввишки. Стебла косо підіймаються, в нижній частині, як і листки, укриті щетинками (іноді стебла до самого верху є щетинисті). Стовбурові листки завдовжки до 4 мм.

## Поширення
Україна, Росія, Казахстан.
В Україні вид росте на прирічкових пісках — у Лівобережному Лісостепу та Степу, у Криму (у ок. Керчі, на Арабатській Стрілці).